# Журавлёва, Анастасия Владимировна
Анастаси́я Влади́мировна Журавлёва (р. 30 ноября 1976, Обнинск) — российский режиссёр, аниматор.

## Биография
В 1994 году окончила Гуманитарный центр в Обнинске, где занималась в школьном кружке «Фантазия». Окончила отделение «Иудаика» историко-филологического факультета РГГУ (1994—1999). В 1999—2000 годах училась на курсах художников-мультипликаторов при студии «Рысь». В 2000—2001 годах работала художницей-фазовщицей на студиях «Москва-Борисфен-Лютес», «Кристмас Филмз», «ФАФ Инт.». В 2004—2005 годах училась кукольной анимации на студии «Стайер» Гарри Бардина. Одновременно училась на отделении режиссуры анимационного кино в Школе-студии «ШАР» при ВКСР (мастерская Ф. С. Хитрука, В. П. Колесниковой, А. М. Дёмина), где сняла дипломный анимационный фильм «Осторожно, двери открываются» (2005; режиссёр, сценаристка, художница, аниматор). Как аниматор участвовала в фильмах «Гора самоцветов» (2006) «Куйгорож» (2007). В 2008 году сняла анимационный фильм «Деньги» (режиссёр, сценаристка, художница-постановщица).

## Фильмография

### Режиссёр
- 2005 — «Осторожно, двери открываются»
- 2008 — «Деньги»

### Сценарист
- 2005 — «Осторожно, двери открываются»
- 2008 — «Деньги»

### Художница-постановщица
- 2008 — «Деньги»

### Художница
- 2005 —  «Осторожно, двери открываются»

### Художница-фазовщица
- 2000 — «Вампиры, рыцари, пришельцы»
- 2001 — «Три солнца»

### Аниматор
- 2005 — «Осторожно, двери открываются»
- 2006 — «Гора самоцветов»
- 2007 — «Что делать? или Куйгорож»

## Призы и премии
- 2006 — XI Открытый российский фестиваль анимационного кино (Суздаль) — Приз за лучший дебют, личный приз президента фестиваля Александра Татарского, фильм «Осторожно, двери открываются»
- 2006 — XIII конкурс студенческих и дебютных фильмов «Святая Анна» — Первая премия, фильм «Осторожно, двери открываются»
- 2006 — XIII Международный фестиваль анимационных фильмов «КРОК» — Диплом в категории «Дипломная работа», приз зрительских симпатий, фильм «Осторожно, двери открываются»
- 2007 — II Международный Сретенский православный кинофестиваль «Встреча» (Обнинск) — Второе место в номинации «Анимационные фильмы», фильм «Осторожно, двери открываются»